# Städte und Landschaften in Rio Grande do Sul

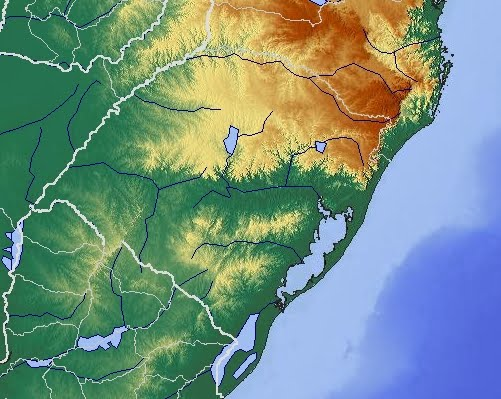
Geomorphologische Karte von Rio Grande do Sul.

Städte und Landschaften in Rio Grande do Sul gibt einen Überblick über den brasilianischen Bundesstaat Rio Grande do Sul.
Rio Grande do Sul ist der südlichste Bundesstaat Brasiliens. Nördlich der Hauptstadt Porto Alegre in einer hügeligen nach Westen abflachenden Hochebene befindet sich das Siedlungsgebiet deutscher und italienischer Einwanderer mit kleinräumiger Landwirtschaft. Der Süden und der Westen werden von der Pampa, einer weiten Prärielandschaft bestimmt. Hinter den Stränden haben sich an der Atlantikküste teils sehr große Lagunen gebildet. 

## Porto Alegre und Umgebung
Porto Alegre ist die größte Stadt, sowie das ökonomische und kulturelle Zentrum des brasilianischen Südens. In ihr wurde 2001 erstmals das Weltsozialforum ausgerichtet. Bereits zuvor wurde eine auf partizipativem Haushalt beruhende offene Kommunalpolitik betrieben, die von der lokal stark vertretenen Arbeiterpartei Partido dos Trabalhadores betrieben wurde. 
In São Leopoldo im Tal des Rio dos Sinos begann 1824 die deutsche Immigration, die aber in ländlicheren Regionen nördlich der Stadt besser sichtbar ist. Das Deutschtum wird hier nicht so aufdringlich vermarktet wie in Santa Catarina in Pomerode oder Blumenau. Novo Hamburgo, liegt einige Kilometer nördlich von Porto Alegre. Der Namensursprung der Stadt ist nicht endgültig belegbar. Die Stadt überwiegend von Einwanderern aus dem Hunsrück gegründet und besiedelt, viele der Emigranten verließen Deutschland jedoch über den Hamburger Hafen. Im Stadtteil Hamburgo Velho (früher Hamburgerberg) stehen noch einige alte Gebäude, das Museum für Ernesto Frederico Scheffel ist nicht nur als Bauwerk interessant. Novo Hamburgo ist heute eine Industriestadt, hauptsächlich Schuhfabriken. Besonders die Gerbereien sorgen mit ihren Abwässern für eine starke Belastung der Flüsse wie dem Rio Guaíba.
Nördlich der Stadt beginnt die Serra Gaúcha. Die Lederindustrie ist auch in Estância Velha bedeutsam, andererseits bekommt man dort viel deutsches Brauchtum geboten, z. B. eine Kerb mit dem zugehörigen Kerbursch.

## Serra Gaúcha und das Bergland im Norden
Die Serra Gaúcha nördlich von Porto Alegre zwischen Novo Hamburgo, Garibaldi und Cambará do Sul ist ein Mittelgebirge, das vordergründig gesehen ähnlich hügelig und lieblich wirkt wie die deutschen. Wenn man jedoch in die Reste der Urwälder eindringt, verändert sich das Bild, man kommt an steile Flussufer mit Wasserfällen und Schluchten. Der typische Baum ist die Araukarie.
Dois Irmãos ist die erste Kleinstadt nördlich von Porto Alegre, die mitten in den Bergen liegt. Viele Café Colonial säumen die Straßenränder, dort kann nachmittags die brasilianische Version eines typisch deutschen Abendessens zu sich nehmen, auch Kuka (Kuchen) gibt es dort. In Ivotí, das sich selbst Stadt der Blumen nennt, wurden von deutschen Einwanderern viele Fachwerkhäuser gebaut. Inzwischen kamen auch japanische Einwanderer hinzu. Presidente Lucena ist der Hauptort der Produktion von Schmier, wie man die hausgemachte Marmelade dort nennt (siehe auch: Riograndenser Hunsrückisch).
Vom Morro Reuter aus lässt sich gut der steile Berghang mit Urwald erkunden. Etwas abgelegen in rein deutschem Siedlungsgebiet liegt der 123 m hohe Wasserfall von Santa Maria do Herval. Picada Café, die Kaffeeschneise, war früher ein Ort für die Kaffeepause für durchreisende Händler, heute liegt sie in bergiger Landschaft wie die anderen Städte von São Leopoldo bis São Francisco de Paula an der Romantischen Straße (Rota Romântica).
Nova Petrópolis ist ein von deutschem Brauchtum geprägter Kurort, die Aldeia do Imigrante ein wiederaufgebautes Fachwerkdorf mit Kunsthandwerk.

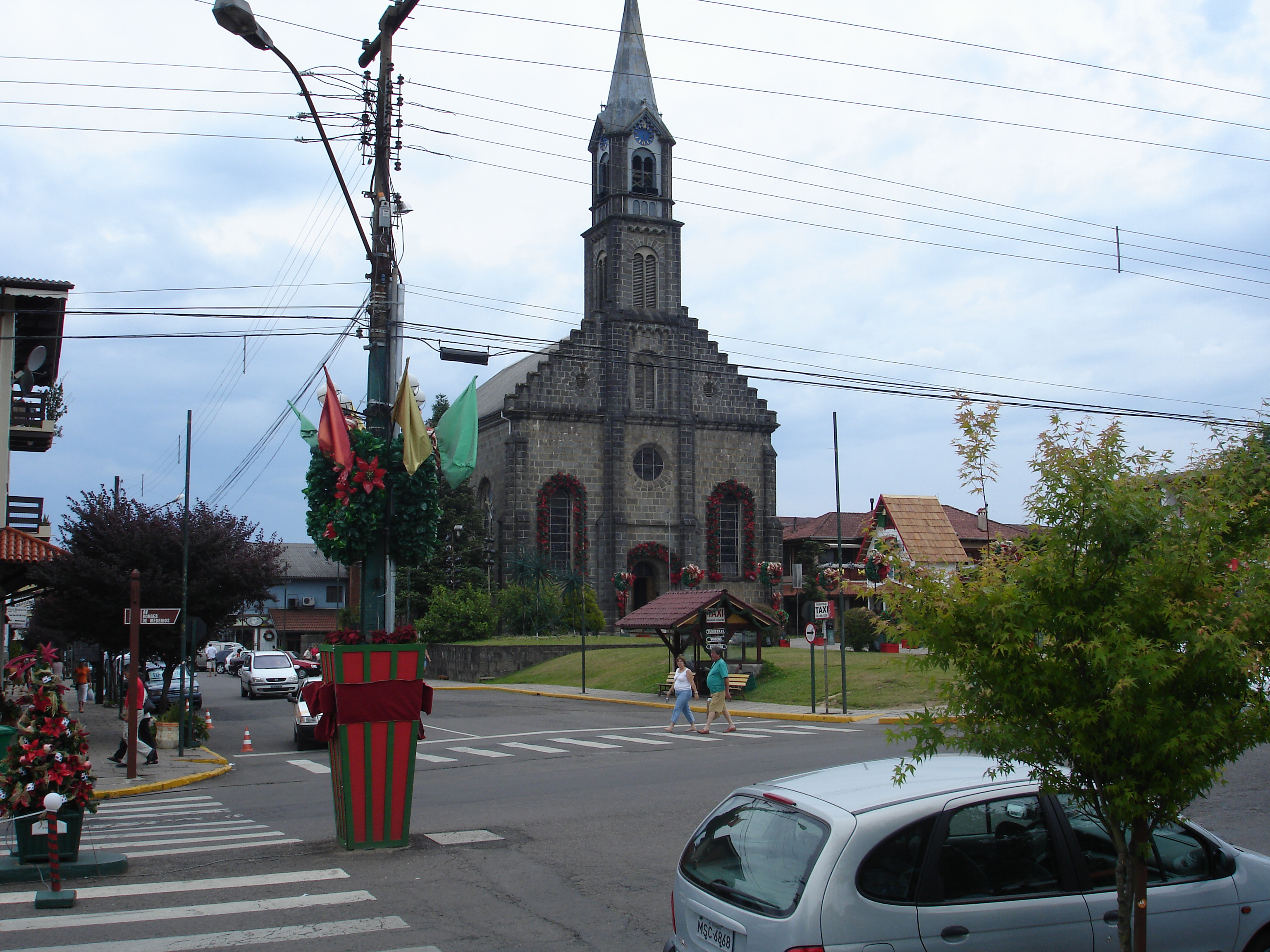
Gramado – Kirche São Pedro

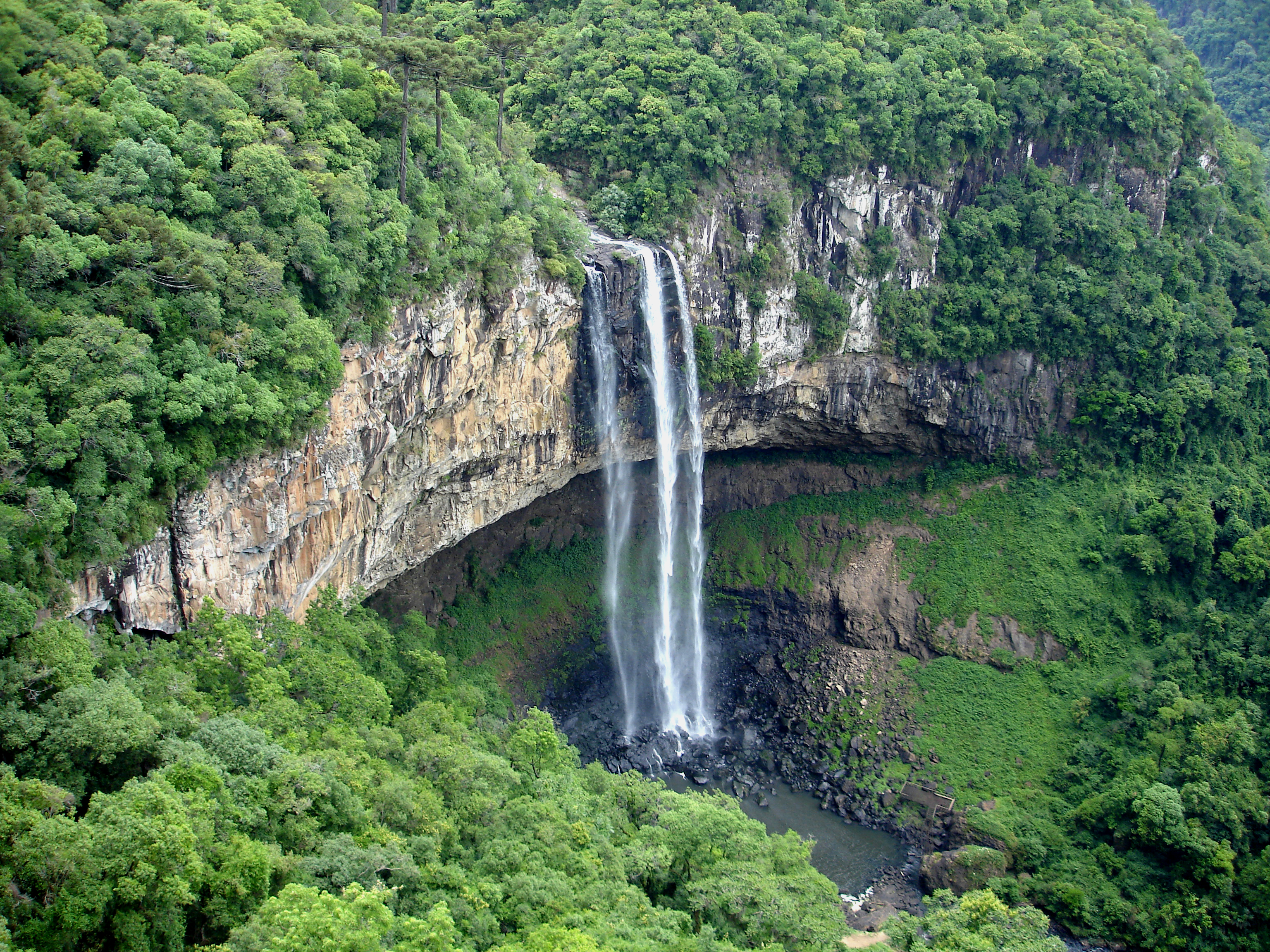
Wasserfall Caracol bei Canela

Am bekanntesten in der Serra Gaúcha ist Gramado, das ebenfalls gerne wegen des gelegentlichen Schneefalls im brasilianischen Winter besucht wird. Viele Fachwerkhäusern erinnern an Landestypische Architektur aus Bayern. In den Ferienmonaten und während der Messen und Festivals (z. B. das Festival de Cinema) sind Hotels, Restaurants, Cafés und Schokoladenläden häufig ausgebucht und überfüllt. 
Canela ist ein beliebter, weniger touristischer Ausflugsort mit dem 131 m hohen Wasserfall Caracol, dem 420 m tiefen Canyon von Ferradura und vielen anderen Natursehenswürdigkeiten.
Bei São Francisco de Paula sind Araukarienwälder und Wasserfälle am Rande des Abbruchs des Hochlands die Hauptattraktionen. 
Die Aparados da Serra und die Serra Geral sind benachbarte Nationalparks und das landschaftlich beeindruckendste Gebiet in Rio Grande do Sul. Die etwa 1000 Meter hohe hügelige Ebene bricht abrupt ab, es bildeten sich bis 900 Meter tiefe Canyons wie der Itaimbezinho oder der Cânion de Fortaleza, Dutzende von Wasserfällen und bizarre Felsformationen. Viele Bereiche sind nur zu Fuß erreichbar, ein sogar bei Brasilianern beliebtes Wandergebiet. Die Kleinstadt Cambará do Sul ist der nächstgelegene Zugangsort zu den Nationalparks. 
50 km nördlich beim Monte Negro, dem höchsten Berg von Rio Grande do Sul, liegt São José dos Ausentes, ein kalter Hochlandort mit vielen Landgütern mit Pferden. Ähnlich auch das etwas größere Bom Jesus nahe dem benachbarten Bundesstaat Santa Catarina, den man über den Verkehrsknotenpunkt Vacaria erreicht. Dort werden ein Fünftel der brasilianische Äpfel geerntet.
Caxias do Sul, etwas nördlich von Nova Petrópolis ist das Zentrum der italienischen Einwanderer und damit auch des Weinanbaus. Inzwischen wurde es auch zur Industriestadt und ist eine der am schnellsten wachsenden und reichsten Städte Brasiliens. In der Nähe liegen mehrere Kleinstädte mit Weingütern, Wasserfällen und Grotten wie Ana Rech, Flores da Cunha, Farroupilha oder Garibaldi (Schaumweinproduktion). Das größere Bento Gonçalves mit einigen alten italienischen Häusern ist das Zentrum des Weinbaus. Das Vale do Rio das Antas lässt sich zu Fuß oder mit einer Dampfeisenbahn erkunden.
In Veranópolis im Apfelanbaugebiet wird man statistisch gesehen besonders alt, was man dort zum Markenzeichen Terra da Longevidade gemacht hat. Bei Nova Prata fällt der Rio da Prata in der Cascata da Usina 45 Meter in die Tiefe. Haupteinnahmequelle ist der Basaltabbau. In Antônio Prado stehen einige Dutzend typisch italienische Holzhäuser (Siehe auch: Talian).
Erechim ist eine junge Stadt mit großen sternförmig auf einen zentralen Platz zulaufenden Straßen.
In der Nähe von Frederico Westphalen, das ansonsten durch den Abbau von Amethysten bekannt ist, findet sich ein seltenes Schauspiel, der größte Längswasserfall (1800 m lang) der Welt Salto Yucumã am Rio Uruguai, der die Grenze nach Santa Catarina und Argentinien bildet (Siehe auch: Kaingang).

## Die Küste von Rio Grande do Sul
Die Küstenregion im Norden von Rio Grande do Sul ist, im Gegensatz zum nahen Nationalpark Aparados da Serra, eine wenig abwechslungsreiche Küste und gelegentlich Lagunen dahinter. Torres ist die bekannteste Stadt mit Steilküste. Orte wie Capão da Canoa, Tramandaí und viele kleinere dazwischen sind beliebt bei brasilianischen, uruguayischen und argentinischen Badeurlaubern. Osório ist ein Verkehrsknotenpunkt zwischen Porto Alegre und den Stränden.
Weiter südlich schließen sich nur noch kleine Badeorte wie Cidreira oder Pinhal an, sowie der Nationalpark Lagoa do Peixe mit der Kleinstadt Mostardas. Die sandige, lagunenreiche und nicht erschlossene Region ist ein Paradies für Zugvögel, die hier Zwischenstation machen. Nach Westen begrenzt die große Lagoa dos Patos die Landzunge. São Lourenço do Sul, 200 km südlich von Porto Alegre, ist kleiner Badeort am Westufer der Lagune.

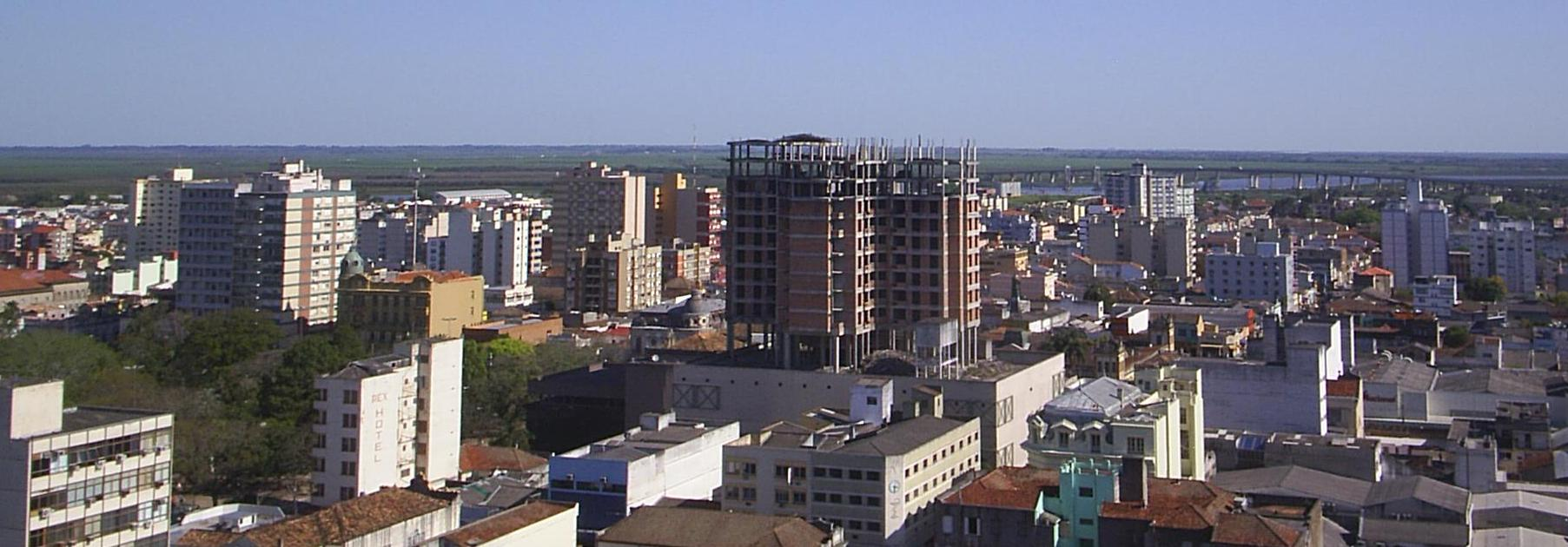
Pelotas

Pelotas, die zweitgrößte Stadt des Bundesstaats, liegt an der Kanalverbindung zwischen den beiden Lagunen Lagoa dos Patos und Lagoa Mirim. Sie wirkt sehr europäisch und ist eine der reichsten Städte Brasiliens mit viel Lebensmittelindustrie. Auch bei Pelotas gab es deutsche Einwanderer, so dass man hier Café Colonial zu sich nehmen kann.
Rio Grande 60 km von Pelotas entfernt ist die Hafenstadt mit dem Superporto am Eingang der Lagoa dos Patos. Mit einem Boot kann man nach São José do Norte, dem südlichen Zugang zum Nationalpark Lagoa do Peixe, übersetzen. Cassino ist der Strand von Rio Grande mit einer Mole von 1885 und Eisenbahnwägelchen mit Segeln als Hauptattraktion.
Die Estação Ecológica von Taim wird auch als Pantanal Gaúcho bezeichnet, hauptsächlich Vögel kann man in dem sumpfigen Gebiet beobachten.
20 km vor der uruguayischen Grenze liegt die Kleinstadt Santa Vitória do Palmar, ein Zentrum des Reisanbaus. Chuí, die südlichste Stadt Brasiliens, ist der wichtigste Grenzübergang nach Uruguay durch den Mittelstreifen der Hauptstraße getrennt vom uruguayischen Chuy. Chuí und Chuy sind ein einziges Einkaufszentrum mit vielen Buden auf der Straße.

## Missões und das Hinterland von Rio Grande do Sul
In die weiten Prärien im Westen des Bundesstaats wurden zur Zeit der Kolonialkriege zur Unterstützung der Militärs azoreanische Siedler gebracht. Die dort lebende, meist ignorierte, einheimische Guaraníbevölkerung wurde unter die „Obhut“ spanischer Jesuiten genommen, die sie zum Christentum bekehrten, ihrer Sprache eine lateinische Schrift gaben und ein umstrittenes unter kulturell-religiösen Aspekten utopisches „Staatswesen“, die Jesuitenreduktionen, schufen. Die Ruinen der 7 Povos das Missões Orientais sind ein noch sichtbares Relikt jener Epoche. (Siehe auch: Guaraní Sprache).
Östlich der Missionen liegen einige große Städte. Passo Fundo ist eine Universitätsstadt und Verkehrsknotenpunkt, Cruz Alta beherbergt das Geburtshaus des Schriftstellers Érico Veríssimo und Ijuí ist Zentrum der ersten litauischen Einwanderung nach Brasilien.
Das von Jesuiten gegründete Santo Ângelo ist das Zentrum des Missões-Gebiets. Am besten erhalten sind die Ruinen von São Miguel das Missões von 1687. Sie sind heute Weltkulturerbe. Guaranís verkaufen dort Kunsthandwerk. Nicht ganz so gut erhalten sind São Nicolau, São João Batista und São Lourenço. Eine weitere der östlichen Missionen der Jesuiten ist São Luiz Gonzaga.
Südlich der Missionen ist es landschaftlich wenig abwechslungsreich. Santa Cruz do Sul wurde zuerst von Deutschen besiedelt, entsprechende Bräuche kann man heute noch auf dem Oktoberfest bewundern. Es wird viel Tabak angebaut und verarbeitet. Ein Wahrzeichen ist die neogotische Kathedrale. Im leicht hügeligen Grasland liegt die alte Stadt Rio Pardo. 
Die Universitäts- und Handelsstadt Santa Maria ist Zentrum eines Gebiets fossiler Funde und ist wie die Reisstadt Cachoeira do Sul ein Zentrum für Viehzucht und Landwirtschaft im Zentrum des Bundesstaats. 
In Santiago gibt es 44 traditionelle Kulturgruppen, die mehrere Festivals veranstalten. Nicht weit entfernt liegt Alegrete, das als Zentrum der Gaúcho-Kultur gilt. Mit einer halben Million Rindern und fast ebenso vielen Schafen ist es einer der Hauptproduktionsorte für Milch und Wolle. Es ist Heimat des Dichters Mario Quintana.
Aus der Viehzüchterstadt São Borja kommen zwei Präsidenten Brasiliens, Getúlio Vargas und João Goulart. Sie ist über die Ponte da Integração mit Argentinien verbunden. Im Dreiländereck liegt die Handelsstadt Uruguaiana mit der Ponte Internacional, die sie mit Paso de los Libres verbindet.
In Caçapava do Sul mitten in der Pampa wurde früher Kupfer abgebaut, mit seinen Bergen und Fossilien entwickelt es sich heute zu einem touristisch interessanten Ort. Hier spielt der Film Anahy de las Missiones. Bagé ist das Zentrum für Pferdezucht und somit auch für ländlichen Tourismus. Santana do Livramento bildet ein großes „Einkaufszentrum“ mit der uruguayischen Stadt Rivera auf der anderen Seite eines Parks.